# Larentia chlamydota
Larentia chlamydota är en fjärilsart som beskrevs av Edward Meyrick 1883. Larentia chlamydota ingår i släktet Larentia och familjen mätare. Inga underarter finns listade i Catalogue of Life.